# Enzim

Az enzimek csökkentik az aktivációs energiát

Az enzimek az élő szervezetekben fontos katalitikus funkciót betöltő molekulák – úgynevezett biokatalizátorok – amelyek a sejtekben, szövetekben fennálló fiziológiás körülmények között zajló kémiai folyamatokat a reakciósebesség növelésével felgyorsítják. A reakciósebesség növelését az egymással reakcióba lépő vegyületek aktiválási energiájának csökkentésével érik el. Az enzimek élő környezetükből kiemelve, in vitro körülmények között is kifejtik katalitikus hatásukat, ami lehetővé teszi az élelmiszeripari, vegyipari, orvosdiagnosztikai, gyógyszeripari, kozmetikaipari valamint sok más területen történő felhasználásukat.
A szó a görög en- (εν- = ba-) és zymé (ζύμη = élesztő) összetételéből származik.

## Az enzimek jelentősége
Az élő sejtekben és szövetekben zajló kémiai reakciók milliós sokfélesége biztosítja a szervezetek számára az életfolyamatokat, tehát anyagcseréjét, mozgását, szaporodását, valamint a szervezet homeosztázisát. 
Az említett reakciók között rendkívül kevés olyan kémiai átalakulás található, amely a szervezet korlátozott életideje alatt képes maradéktalanul lezajlani, tehát eredendően lassú kémiai folyamatokról van szó. Általánosságban elmondható róluk, hogy nincs termodinamikai akadálya annak, hogy az életfolyamatokhoz szükséges reakciók maradéktalanul végbemenjenek de a szervezet fiziológiás körülményei között – mint a földi atmoszféra nyomásviszonyai, testhőmérséklet, pH – ezek a kémiai folyamatok csak rendkívül lassan, hosszú évek vagy akár évszázadok alatt mennek végbe. Könnyen belátható, hogy egy átlagos életkort megélő emberi szervezet nem várhat arra, hogy a számára energiát biztosító glükóz molekula mintegy ezer év alatt spontán lebomoljon vízre és szén-dioxidra. Az sem lehetne az élettel összeegyeztethető, hogy a szervezet a saját hőmérsékletét vagy a rá nehezedő nyomást nagyságrendekkel növelve gyorsítsa fel a sejtben zajló kémiai átalakulások reakciósebességét, ahogy ez egy kémiai laboratóriumban megoldható. A biokémiai reakciók időbeli lefolyása azonban egy kritikus tényező, amely folyamatoknak igazodniuk kell a szervezet pillanatnyi szükségleteihez.
Ezt az ellentmondást oldják fel a sejtekben a katalizátorok, az úgynevezett biokatalizátorok, ismertebb nevükön az enzimek, amelyek képesek a lassú reakciók felgyorsítására. Szinte nincs olyan biokémiai átalakulás a szervezetben, amelyben enzim, mint katalizátor ne venne részt.
Még az olyan, – mindkét irányba kielégítő sebességgel spontán lezajló – reakciót is, mint a H2CO3 ⇄ CO2 + H2O átalakulás egy enzim, a szénsav anhidráz katalizálja, mert anélkül a CO2 eltávolítása a vérből nem lenne elég gyors. A szénsav anhidráz által katalizált reakció egyike a szervezet legnagyobb sebességű biokémiai folyamatának, amelyben a reakció 107 – 109 -szer gyorsabb, mint a nem katalizált spontán lezajló folyamatban.
Minden sejtben kémiai reakciók százai zajlanak egyidőben. A biokémiai átalakulások kavalkádja azonban nem lehet rendezetlen, kaotikus, hanem e folyamatoknak a szervezet életkörülményeihez, a környezet pillanatnyi változásaihoz szigorúan igazodó, szabályozott folyamatoknak kell lenniük. A reakciókat katalizáló enzimek fontos feladatot töltenek be be a biokémiai reakcióutak szabályozásában is, lehetővé téve ezzel az élő rendszer összehangolt működését. Az enzimekre jellemző, hogy szelektíven csak egyféle kémiai átalakulást képesek katalizálni. Más megfogalmazásban a sejtben zajló minden egyes kémiai átalakulásnak „saját” enzime van. Az enzimeknek ez a reakcióspecifikussága alkalmassá teszi őket arra, hogy katalitikus szerepük gátlásával vagy gátlásuk feloldásával, esetleg az enzim mennyiségének változtatásával a szervezet képes szabályozni az adott reakciót, az abban keletkező vegyület mennyiségét. Egyszerűbb fogalmazásban ez azt jelenti, hogy az enzimek olyan „kapcsolóknak” tekinthetők amelyek ki- és bekapcsolásával a szervezet szabályozni, harmonizálni tudja a sejtekben zajló kémiai reakciók sorrendjét ezzel, fenntartva a szervezet belső állandóságát.

## Az enzimek tulajdonságai

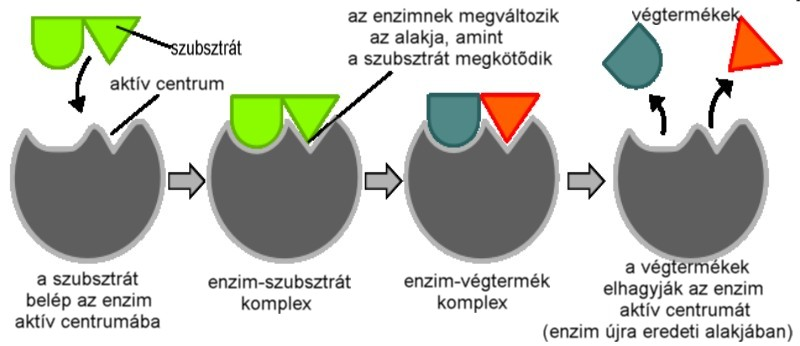
Az enzimek aktív centrumának működése az indukált illeszkedés modelnek megfelelően

Az enzimek biokatalizátorok: gyorsítják a szervezetben lejátszódó kémiai reakciók sebességét. Mint minden katalizátor, a reakciósebesség növelését az aktiválási energia csökkentésével érik el, azáltal, hogy a reaktánsok speciális elrendezésével új reakcióutakat nyitnak meg. Fontos megjegyezni, hogy a reakcióra jellemző szabad energia változást nem befolyásolják, azaz csak energetikailag kedvező, spontán módon lezajló (ún. exergonikus) reakciókat katalizálnak.
Az enzimek túlnyomó többsége fehérje (RNS-alapú enzimeket ribozimeknek (pl. transzláció, splicing), az ellenanyag-alapú enzimeket abzimeknek nevezzük), emiatt működésük erősen függ a hőmérséklettől, pH-tól és ionkoncentrációtól. Egy adott enzimre jellemző hőmérsékleti és pH-optimum az evolúciós folyamatoknak köszönhetően arra a közegre jellemző, ahol a feladatát el kell látnia: emberben például fehérjebontó, proteáz enzimek pH optimuma lehet pH=2 (gyomorban), pH=8 (középbélben), vagy neutrális (vérben).
Az enzimatikus katalízis lényege a fehérjék térszerkezete és a reaktánsok (szubsztrátok) között kialakuló speciális kölcsönhatás. A fehérjék ezen részét nevezzük kötőhelynek, míg az átalakítást végző régiót aktív helynek, vagy aktív centrumnak. A kötőhely és az aktív hely enzimtől függően lehet azonos fogalom is.
Az enzimek specifitása széles skálán mozog, és az enzim egyéb tulajdonságaihoz hasonlóan evolúciós hatásokat tükröz: minél szorosabban szabályozott folyamatot katalizál egy enzim, annál specifikusabb: például szerkezetükben és szekvenciájukban rendkívül hasonló, de specifitásában különböző fehérjebontó enzimek működnek a véralvadási kaszkádban és az emésztésnél is. Előbbi esetben az enzimek csak egy meghatározott szubsztrát meghatározott peptidkötésére specifikus, addig az emésztőenzimek rendkívül sokféle szubsztrát hasítását képesek katalizálni.
Mivel a királis aminosavakból felépülő enzimek maguk is királisak, specifitásukra jellemző a sztereoszelektivitás; azaz ha egy reaktáns kiralitáscentrumot tartalmaz, akkor csak az egyik enantiomerrel reagálnak. Illetve a keletkező termékek homokirálisak lesznek: csak az egyik lehetséges enantiomer keletkezik. Mindennek következménye, hogy kiralitáscentrumot tartalmazó gyógyszermolekulák közül csak egy adott enantiomer lesz hatásos, míg az ettől eltérő sztereoszerkezettel bíró molekulák nem hatásosak, sőt még toxikusak is lehetnek. Jelenleg úgy gondoljuk, hogy ez a sztereoszelektivitás univerzális tulajdonsága lehet az életnek. E feltételezésre alapozva szerelték fel a Curiosity marsszondát királis állófázist tartalmazó gázkromatográf berendezéssel: a közegben lévő királis molekulák sztereoszerkezetüknek megfelelően lépnek kölcsönhatásba az állófázissal, azaz kimutatható lesz, ha enantiomer túlsúly van az egyik anyagból, ami hajdani élet nyomára utal.

## Aktivitásukat befolyásoló anyagok
Az inhibítorok olyan vegyületek, amelyek az aktív centrumhoz kapcsolódnak, és ezzel megakadályozzák az enzim működését, irreverzibilis gátlást okoznak.
A kompetitív inhibítorok térszerkezete a szubsztrátéhoz hasonló, ezért tudnak kapcsolódni az enzimhez. Hatásuk reverzibilis, nagyobb szubsztrátkoncentrációval leszoríthatóak.
Bizonyos enzimeknek aktivátorokra van szüksége a működéshez. Ilyen aktivátorok lehetnek bizonyos kationok, például a magnézium, cink, kalcium, kobalt.
Gyakran használnak inhibitorokat gyógyszerkészítményekben, például antibiotikumokban, aszpirinben.

## Az enzimek csoportosítása
Az enzimek egy része egyszerű fehérje, ami önmagában is képes katalizátorként működni (egyszerű enzimek), más részüknek viszont szüksége van valamilyen kiegészítő anyagra (összetett enzimek). Ez lehet valamilyen szerves vegyület vagy fémion (gyakori például a cink) vagy valamilyen nem fehérjetermészetű csoport, például vitamincsoport (például a NAD+ és NADP+ molekulákban). A NADH és a NADPH magas ára gazdaságossági szempontból hátrányt jelent a kofaktoroktól függő enzimek ipari biotechnológiai eljárásokban történő felhasználásában. Ezért az olcsó szintetikus, biomimetikus kofaktorok fejlesztése stratégiai jelentőségű kutatási feladat.
Amennyiben erősen kötődik az enzimhez, prosztetikus csoportnak nevezzük. Gyakori azonban, hogy egy organikus vegyület csak lazán kapcsolódik, és könnyen leválik a fehérjéről, ezeket a szakirodalom kofaktornak (koenzimnek) nevezi. A kofaktorok „praktikusabbak” az élővilágban, ugyanis a nem fehérje természetű rész többféle fehérjéhez is képes kapcsolódni, így többféle enzim alkotójává válhat. (A NADH-t nagyjából 700 különböző ismert enzim használja).
Kofaktotok pl. NAD+, FAD, citokrómok, liponsav.
A teljes, működőképes enzimet holoenzimnek nevezzük, ennek a fehérjerésze az apoenzim, a kapcsolódó nem fehérjerész pedig a kofaktor.
Az enzimek egy speciális csoportját képezik az RNS-enzimek, vagyis a ribozim molekulák. Ezek esetében egy RNS-molekula katalizál egy folyamatot, tehát ilyenkor az enzim nem fehérje.
Csoportosításuk a katalizált kémiai reakciók alapján is történhet:
1. oxidoreduktázok: oxigénfelvételt, hidrogén- ill. elektronátvitelt katalizálnak
2. transzferázok: fontos kémiai csoport átvitele egyik vegyületről a másikra
3. hidrolázok: hidrolitikus bontás
4. liázok: nem hidrolitikus bontás
5. izomerázok: izomerképződés elősegítése
6. ligázok: bioszintézisek katalizálása (kovalens kötések létrehozásával)
7. transzlokázok: kompartmentek közötti anyagmozgatás végzése, ATP hidrolízise mellett (utóbbi miatt ezen enzimek 2019-ig a hidrolázok osztályába kerültek besorolásra)

## Az enzimek felhasználása

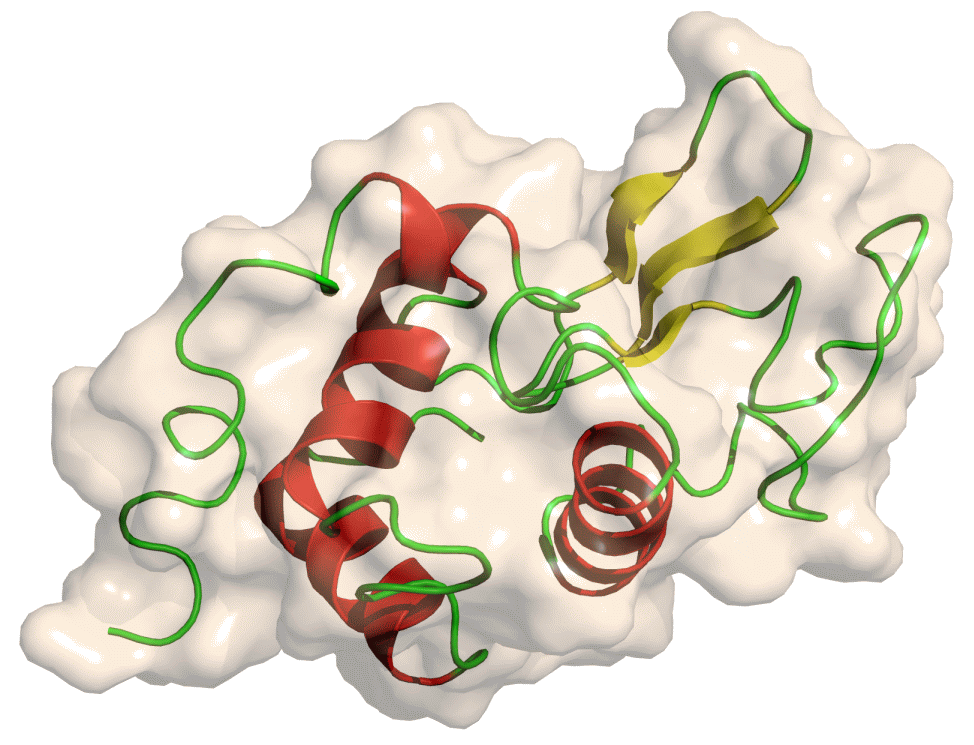
A lizozim enzim szerkezete

Az enzimek nemcsak a zsírok, fehérjék és szénhidrátok lebontásában (emésztés) vesznek részt, hanem építő folyamatokban, valamint az immunrendszer működésében is. Ez utóbbiban több szinten is: egyrészt a bőrfelszínen nemcsak a savköpeny igyekszik a támadó kórokozókat elpusztítani, hanem az ott lévő enzimek is károsítják azokat és toxinjaikat. Ezek a védő enzimek a testnyílásoknál is megtalálhatók (például a lizozim a nyálban, könnyben, légutakban). Másrészt viszont a szervezetbe mégis bejutott kórokozók elpusztításában is aktív szerepük van azok burkának feloldása, „kilyuggatása” által.
A hétköznapi életben is használunk enzimeket, például a mosó- és mosogatószerekben zsír- és szénhidrátbontó enzimek teszik könnyebbé a foltok és szennyeződések eltávolítását. A kontaktlencse-tisztító folyadékokban enzimek tisztítják meg a lencséket a fehérjéktől, ezzel előzve meg a fertőzéseket.
A gyógyszeriparban az enzimeket használják egyes antibiotikumok előállítására.
Élelmiszeripari felhasználásuk is elterjedt. Pékáruk, sajtok, tejtermékek gyártásánál van fontos szerepük.
Bár az enzimkatalizált ipari eljárások rendkívül hatékonyak, egyes enzimek nikotinamid-kofaktoroktól függenek (NADH/NAD+, NADP+/NAPH). Az ilyen kofaktorok magas ára miatt ezek az eljárások gazdaságilag nem lennének versenyképesek. A közelmúltban néhány szintetikus vegyületet a természetes kofaktorok gazdaságilag ígéretes biomimetikus megfelelőjeként azonosítottak.